# Jakob Sprenger
Jakob Sprenger OP (1435, Rheinfelden - 6 de desembre de 1495, Estrasburg) fou un frare dominic alemany, més conegut com a presumpte coautor del tractat medieval sobre bruixeria Malleus Maleficarum.

## Vida
Entrà a l'Orde de Predicadors quan tenia disset anys. Del 1472 al 1488 fou prior del convent de dominics de Colònia. El 1475 fou nomenat Inquisidor general d'Alemanya pel Papa Sixt IV. El 1480 es convertí en degà de la facultat de teologia de Colònia. L'any següent fou nomenat Inquisidor extraordinari per a les províncies de Magúncia, Trèveris i Colònia. Les seves activitats li exigien viatges constants per aquella gran regió.
Se'l coneix perquè en algun moment se li va atribuir l'obra del Malleus Maleficarum (publicada el 1478), que segons investigacions recents fou escrit en solitari per Heinrich Kramer, també dominic. Pel que se'n sap, Kramer aprofità la impecable reputació d'Sprenger per donar més pes a l'obra. L'apologia que serveix de prefaci i que suposadament està escrita per Sprenger també sera una falsificació segons el secretari d'Sprenger, Servatius Vanckel. Tant Sprenger com Kramer eren inquisidors, i Sprenger actuava contra les pràctiques de màgia, però no sembla que es dediqués a la caça de bruixes.
Sprenger també fundà el 1474 la primera associació de la Rosa-Creu d'Alemanya a Colònia i que es convertí amb el temps en la més gran de tot el país, a la qual arribaren a pertànyer els emperadors Frederic III i Maximilià I.